# König-Jagiełło-Denkmal (New York)

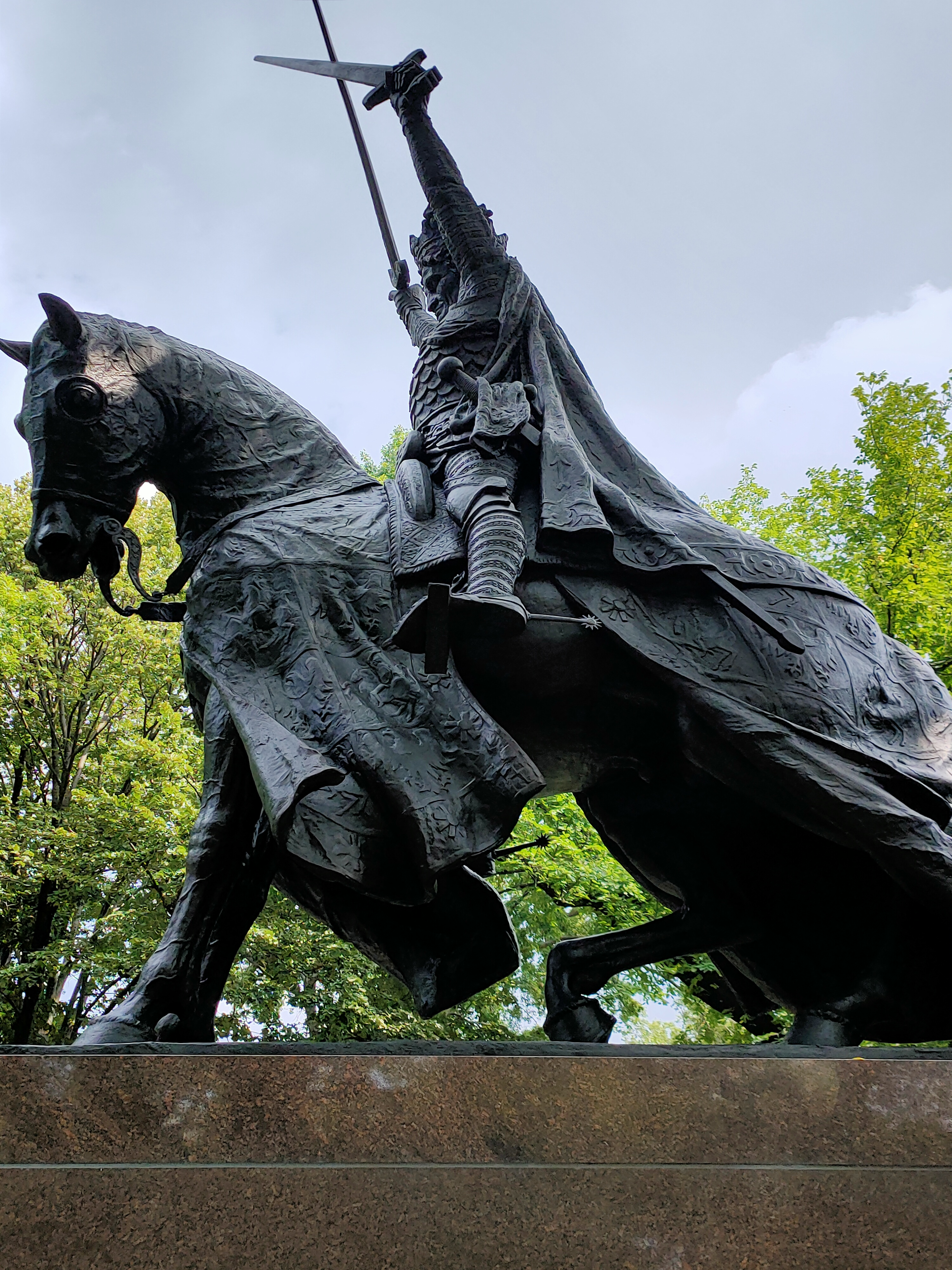
Detail des König-Jagiełło-Denkmal

Das König-Jagiełło-Denkmal (englisch King Jagiello Monument) in New York City steht im Central Park und stellt den polnisch-litauischen König Władysław II. Jagiełło zu Pferd während der Schlacht bei Tannenberg dar.

## Geschichte
Das Denkmal sollte ursprünglich zur 500-Jahr-Feier der Schlacht bei Tannenberg 1410 errichtet werden. Den Auftrag hierfür erhielt der Bildhauer Stanisław Kazimierz Ostrowski. Aufgrund des Ersten Weltkriegs konnte das Projekt jedoch nicht fertiggestellt werden. Das Denkmal wurde schließlich von 1937 bis 1939 realisiert und bei der Weltausstellung in New York 1939 im Polnischen Pavillon ausgestellt. 1945 wurde es der Stadt New York geschenkt und im Central Park aufgestellt.